# 中国致公党安徽省委员会
中国致公党安徽省委员会，简称致公党安徽省委、安徽致公党，是中国致公党在安徽省的地方组织。